# Mexican Hat
Mexican hat peut également être le nom vernaculaire des plantes à fleurs du genre Ratibida.
Mexican Hat est une census-designated place située dans le comté de San Juan, dans l’État de l’Utah, aux États-Unis. Sa population s’élevait à 31 habitants lors du recensement de 2010.

## Origine du nom

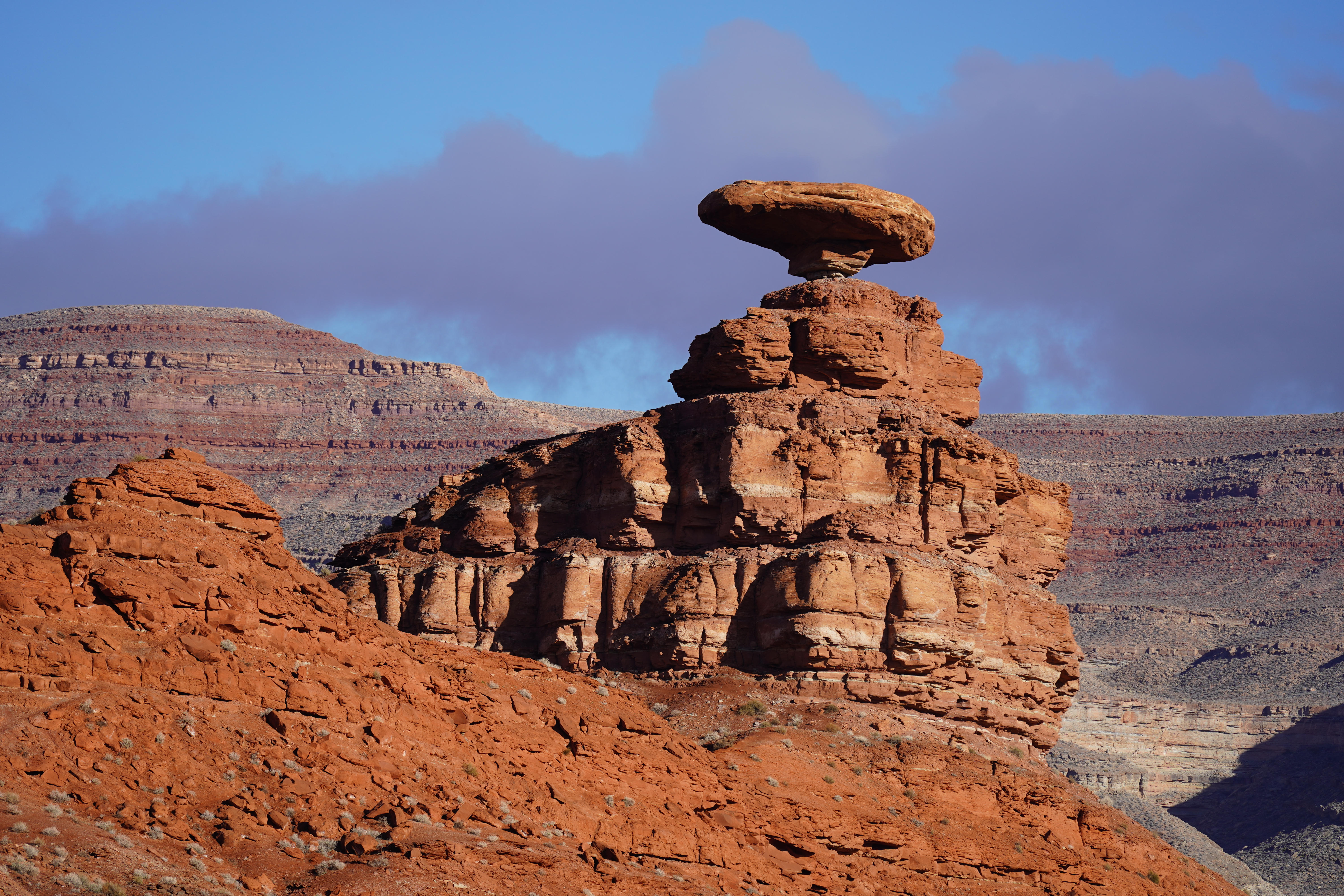
Mexican Hat Rock.

Mexican Hat doit son nom à une formation géologique proche du village, et tirant son nom de sa ressemblance avec un sombrero.

## Transports
La localité est desservie par l'U.S. Route 163. Celle-ci franchit la San Juan à son entrée nord-ouest en empruntant le Jason R. Workman Memorial Bridge, construit en 1953.

## Source
- (en) Cet article est partiellement ou en totalité issu de l’article de Wikipédia en anglais intitulé « Mexican Hat, Utah » (voir la liste des auteurs).

1. ↑  « CENSUS OF POPULATION AND HOUSING (1790-2000) », Bureau du recensement des États-Unis (consulté le 31 juillet 2010)
2. ↑  Une part de la zone de recensement de 1990 fait maintenant partie de Halchita.